# Кочетов, Иоаким Семёнович
Иоаки́м Семёнович Ко́четов (1 [12] сентября 1789, Кочетовка, Тамбовская губерния — 16 [28] марта 1854) — протоиерей Русской православной церкви.

## Биография
Родился 1 (12) сентября 1789 года в семье диакона села Кочетовки Спасского уезда Тамбовской губернии. Мать Марфа Ильинична; в 1830 году ей было 66 лет, вдова диакона.
В 1799 году поступил в Тамбовскую духовную семинарию, где и получил свою фамилию. В 1809 году был принят в число казённокоштных студентов только что учреждённой Санкт-Петербургской духовной академии, по окончании которой в 1814 году со степенью магистра преподавал в ней гражданскую, потом библейскую и церковную историю — 28 сентября 1817 года занял кафедру церковной истории. Во время преподавания на основании источников составил свои записки по истории русской церкви, по поручению конференции академии исправил и переработал «Начертание церковной истории от времен библейских до XVIII в.» Иннокентия. Был рукоположён в священника 7 октября 1817 года; причислен к придворной царскосельской церкви.
С 1817 года также преподавал в Царскосельском, затем в Александровском лицее Закон Божий, каноническое право, нравственное богословие, логику и психологию (последние два предмета — с 1849 года). Также с 1817 года он преподавал и в Лицейском Благородном пансионе; 1 марта 1820 года был определён законоучителем и в Инженерное училище, где и состоял до 13 ноября 1822 года; 30 июля 1825 года «по уважению к особенному просвещению и превосходной нравственности» был возведён в сан протоиерея и назначен настоятелем к Смоленской кладбищенской церкви; 4 мая 1829 года определён благочинным церквей на Васильевском острове; 9 марта 1831 года стал членом консистории; 22 ноября 1832 года был определён кафедральным протоиереем в Петропавловский собор.
С 5 мая 1828 года И. С. Кочетов — действительный член Российской академии. В 1841 году, когда Российская академия присоединена была к Императорской академии наук в виде отделения русского языка и словесности, все действительные члены бывшей академии были переименованы почётными членами II отделения, а Кочетов был, с высочайшего разрешения, причислен в отделение наравне с ординарными академиками; в 1846 году стал ординарным академиком.
В 1853 году рецензировал составленный В. И. Далем сборник русских пословиц и посчитал его «вредным» и «опасным»; в результате сборник не получил академического одобрения и был издан лишь девять лет спустя.
С 1830-х годов Кочетов был домовладельцем участка с несколькими деревянными домами на углу Большого проспекта П. С. и Покровской улицы.
Скончался 16 (28) марта 1854 года. Похоронен на Смоленском православном кладбище под Смоленской церковью.

## Главные труды
- Черты деятельного учения веры. Из уроков Императорскаго Царскосельскаго лицея и учрежденнаго при нем Благороднаго пансиона. — СПб.: В типографии Карла Крайя, 1824. — [14], VIII, 276, [2] с. (5 переизданий);
- Начертание христианских обязанностей по учению православной греко-российской церкви. — СПб., 1827. — [4], IV, 180, [6] с. (Изд. 7-е, испр. — СПб., 1853)
- О пагубных следствиях пристрастия к иностранных языкам // «Труды Российской Академии». — 1840—1843;
- Христианская церковь на востоке в XVIII в. // «Христианское чтение».

## Семья
Супруга (с 1 октября 1817) — Марья Тимофеевна (урожд. Вещезерова, дочь протоиерея), в 1830 году ей было 30 лет.
Имел известных детей и внуков:
- Мстислав, в 1830 г. 6 или 7 лет[2]
  - Александр (1861—1912?) — архитектор.
- Владимир (1820—1893) — ректор Харьковского университета.
- Розумник (1821—1867) — директор Главного архива Морского министерства в Санкт-Петербурге; действительный статский советник.
  - Николай (1864—1925) — композитор, дирижёр, педагог, живописец, музыкальный и художественный критик.
- Александр (1839—1914) — педагог, действительный статский советник.
- Людмила, в 1830 г. 5 лет[2]
- Борис, в 1830 г. 2 года[2]
- Глеб, в 1830 г. 9 мес.[2]